# Jordskælvet i Christchurch 2010
Jordskælvet i Christchurch 2010 fandt sted lørdag den 4. september 2010 kl. 04.35 om morgenen, i fem kilometers dybde, 45 kilometer fra centrum af New Zealands næststørste by, Christchurch (ca. 342.000 indbyggere). Ifølge USA's geologiske institut havde skælvet en styrke på 7,1 Mw. Skælvet varede 40 sek. ifølge Radio New Zealand, og jf. Stillehavscentret for tsunamier var der ingen risiko for tsunamier.
En overgang var der udstedt et natligt udgangsforbud. Der var også erklæret undtagelsestilstand.
New Zealand rammes af 14.000 jordskælv om året, af hvilke de tyve af dem har en styrke på over 5,0 Mw. Det seneste jordskælv med dødelig udgang, var i 1968, hvor et jordskælv på 7,1 Mw dræbte tre mennesker på Sydøens vestkyst, og det kunne mærkes i hovedstaden Wellington på den sydlige del af Nordøen.

## Skader
Trods omfattende materielle skader, var der kun enkelte meldinger om personskader. Strøm og vand blev afbrudt i det meste af Christchurch. 90% af strømforsyningen og 80% af vandforsyningen blev dog genoprettet om søndagen, omend vandet endnu ikke var egnet til at drikke.
Et stadion, der skulle huse Rugby World Cup i 2011 fik kun mindre skader. Den centrale del af byen blev spærret af af politiet, fordi der lå murbrokker i gaderne, der var oversvømmelser i byen og mobilnettet var nede.
New Zealands civilforsvar vurderede at flere end 500 bygninger i regionen var blevet beskadiget.

## Menneskelige konsekvenser
Som en konsekvens af jordskælvet flyttede knap 300 mennesker ind i krisecentre og over tusind mennesker fik mad af hjælpeorganisationer.

## Efterskælv
Der blev registreret efterskælv på op til 5,1 Mw og vindhastigheder på op til 130 km/t (ca. 36 m/s). De første vurderinger lød på, at der var sket skader for mere end 10 mia. kr.